# Екатеринославские высшие женские курсы
Екатеринославские высшие женские курсы (официальное название Екатеринославские частные курсы Копылова и Тихоновой)— высшее учебное заведение Российской империи в Екатеринославе (позже — Днепропетровск, ныне — Днепр).

## История
12 мая 1913 года группа преподавателей и профессоров Екатеринославского горного института, в состав которой вошли Л. В. Писаржевский, В. А. Волжин, С. А. Заборовский, Л. Л. Иванов, Н. И. Лебедев, Э. А. Штебер, А. М. Терпигорев, С. Б. Шарбе, а также промышленник М. С. Копылов и представительница движения за высшее образование женщин А. В. Тихонова, создали инициативную группу основания с целью создания Высших женских курсов в городе Екатеринославе. К ним позже присоединились представители городского самоуправления (председатель губернской земской управы, городской голова), предприниматели и другие известные люди города. Был разработан проект устава ЕВЖК, который был заслушан и принят 28 мая 1913 года. Курсы основывались как частные с последующим переходом их в подчинение «Общества содействия высшему женскому образованию». А. В. Тихонова и М. С. Копылов взяли на себя роль официальных учредителей в соответствии с требованиями законодательства.
В первый год существования Екатеринославских высших женских курсов большинство преподавателей этого учебного заведения составляли профессора и преподаватели Екатеринославского горного института и Харьковского университета (ныне Харьковский национальный университет имени В. Н. Каразина). В дальнейшем, начиная с 1917 года, в связи с политическими событиями в стране и постепенным ростом в общественности города мысли о создании на базе ЕВЖК собственного университета, количество профессоров из других университетских городов — Харькова, Москвы, Юрьева — начала довольно быстро увеличиваться.
Накануне Октябрьской революции в Екатеринославе сформировалась определённая система высшего образования — в городе действовали Екатеринославский горный институт, Екатеринославский учительский институт, Екатеринославские высшие женские курсы, работавшие по университетскими программами, а также Еврейский политехнический институт и Высшие педагогические курсы. Прорабатывались условия создания Института инженеров транспорта. В конце 1917 года екатеринославское Общество содействия высшему женскому образованию подало ходатайство об открытии в ЕВЖК двух новых факультетов: юридического и историко-филологического. Это могло существенно изменить и значительно повысить статус Екатеринославских высших женских курсов, приближая его до уровня университета.
Во время наступившей в России Гражданской войны в Украине и, в частности, в Екатеринославе часто менялась власть и виды на создание собственного университета. В результате, просуществовав около двух лет, Екатеринославские высшие женские курсы были реорганизованы в Екатеринославский университет (ныне Днепровский национальный университет имени Олеся Гончара), а медицинский факультет курсов трансформировался в Екатеринославскую медицинскую академию (ныне Днепропетровская медицинская академия).
Высшие женские курсы в Екатеринославе работали в здании Женского училища Общества попечительства о женском образовании на Екатерининском проспекте. В советское время это здание было капитально реконструировано и преобразовано в Дом профсоюзов (проспект Яворницкого, 93).